# Desa Kramat (administrativ by i Indonesien, Jawa Timur, lat -7,10, long 113,22)
Desa Kramat är en administrativ by i Indonesien.   Den ligger i provinsen Jawa Timur, i den västra delen av landet, 700 km öster om huvudstaden Jakarta. Desa Kramat ligger på ön Madura. Den ligger vid sjön Bendung Klampis.